# 1958 a tudományban
Az 1958. év a tudományban és a technikában.

## Díjak
- Nobel-díjak
  - Fizikai Nobel-díj: Pavel Cserenkov,  Ilja Frank, Igor Tamm
  - Fiziológiai és orvostudományi Nobel-díj: George Wells Beadle, Edward Lawrie Tatum, Joshua Lederberg
  - Kémiai Nobel-díj: Frederick Sanger

## Születések
- február 26. – Susan Helms amerikai pilóta, űrhajós
- október 5. – Neil deGrasse Tyson amerikai asztrofizikus
- október 21. – Andre Geim oroszországi német származású Nobel-díjas (megosztva) fizikus

## Halálozások
- február 1. – Clinton Davisson Nobel-díjas amerikai fizikus (* 1881)
- február 11. – Ernest Jones brit neurológus, pszichoanalitikus (* 1879)
- április 16. – Rosalind Franklin angol kémikus, röntgenkrisztallográfus (* 1920)
- augusztus 14. – Frédéric Joliot-Curie Nobel-díjas kémikus és atomfizikus (* 1900)
- augusztus 27. – Ernest Lawrence amerikai Nobel-díjas fizikus (* 1901)
- szeptember 10. – Gsell János magyar vegyész és orvos (* 1883)
- december 12. – Milutin Milanković szerb matematikus, csillagász, geofizikus (* 1879)
- december 15. – Wolfgang Pauli Nobel-díjas svájci fizikus (* 1900)